# Флаг Алабамы
Флаг Алабамы (англ. Flag of Alabama) — один из символов юго-восточного американского штата Алабама.
Флаг Алабамы представляет собой белое полотнище с Андреевским крестом тёмно-красного цвета.

## Флаг 1861 года
11 января 1861 власти штата Алабама объявили о выходе из Союза и приняли официальный флаг, разработанный несколькими женщинами из Монтгомери, последние штрихи к которому были выполнены Фрэнсисом Коррой.
На лицевой стороне в середине синего полотнища изображена богиня свободы с опущенным мечом в правой руке и маленьким синим флагом с золотой звездой и надписью Alabama (с англ. — «Алабама») в левой. Над её фигурой аркой располагается надпись золотыми буквами: Independent now and forever (с англ. — «Независимая сейчас и навсегда»). На оборотной стороне изображён куст хлопка и справа от него извивающийся техасский гремучник. Ниже — золотая надпись: Noli me tangere (с лат. — «Не трогай меня»).
Этот флаг был поднят над офисом губернатора Алабамы 11 января 1861 года. Получив повреждения от непогоды, флаг был снят 8 февраля и более не использовался.

## Похожие флаги
Флаг Святого Патрика